# Birkhöfe (Creglingen)
Birkhöfe ist ein Wohnplatz auf der Gemarkung des Creglinger Stadtteils Oberrimbach im Main-Tauber-Kreis im fränkisch geprägten Nordosten Baden-Württembergs.

## Geographie
Der Wohnplatz Birkhöfe liegt etwa neun Kilometer südlich der Stadt Creglingen. Die nächstgelegenen Orte sind der Creglinger Weiler Lichtel nach etwa 1,5 Kilometern im Nordosten und der Creglinger Wohnplatz Landturm nach etwa 1,5 Kilometern im Norden. Nach etwa 800 Metern im Süden und Westen folgt jeweils die Gemarkungsgrenze von Creglingen und Niederstetten.

## Geschichte
Der Wohnplatz wurde am 8. September 1981 erstmals urkundlich als Birkhöfe erwähnt. Der Wohnplatz liegt auf der Gemarkung der ehemals selbständigen Gemeinde Oberrimbach, die bereits am 1. Februar 1972 in die Stadt Creglingen eingegliedert wurde.

## Kulturdenkmale
Kulturdenkmale in der Nähe des Wohnplatzes sind in der Liste der Kulturdenkmale in Creglingen verzeichnet. Etwa ein Kilometer nördlich befindet sich der Lichteler Landturm.

## Verkehr
Der Ort ist über einen von der L 1020 abzweigenden Wirtschaftsweg zu erreichen.